# Tyrus McGee
Tyrus Bresdon McGee (Stringtown, Oklahoma, 14 de marzo de 1991) es un jugador de baloncesto estadounidense que pertenece a la plantilla del Pallacanestro Cantù de la Serie A2 italiana. Con 1,88 metros de estatura, juega en la posición de escolta.

## Trayectoria deportiva

### Universidad
Jugó durante dos temporadas en el Cowley Community College, perteneciente a la NJCAA, donde en 2011 fue incluido en el primer equipo All-American tras promediar 20,1 puntos, 5,7 rebotes y 3,3 asistencias por partido.
Tras cumplir el ciclo de dos años de los junior college, jugó durante dos temporadas más con los Cyclones de la Universidad Estatal de Iowa, en las que promedió 10,5 puntos, 3,4 rebotes y 1,0 asistencias por partido. En su última temporada lideró toda la División I de la NCAA en porcentaje de acierto en tiros de 3 puntos. Fue además elegido Mejor Sexto Hombre de la Big 12 Conference.

### Profesional
Tras no ser elegido en el Draft de la NBA de 2013, en el mes de agosto fichó por el Club Baloncesto Breogán de la LEB Oro, la segunda categoría del baloncesto español. En el equipo gallego jugó una temporada en la que promedió 13,2 puntos y 4,1 rebotes por partido.
En agosto de 2014 se marchó a la Basketball Bundesliga alemana para fichar por el Eisbären Bremerhaven. Allí disputó 22 partidos, en los que promedió 11,8 puntos y 3,7 rebotes, hasta que en marzo de 2015 abandonó el equipo para fichar por la Orlandina Basket de la Lega Basket Serie A italiana, donde acabó la temporada con unas estadísticas de 11,1 puntos y 3,5 rebotes por partido partiendo desde el banquillo.
En el mes de julio de 2015 fue invitado a disputar las Ligas de Verano de la NBA con los Chicago Bulls, pero pocos días después se comprometió por una temporada con el equipo italiano del Vanoli Cremona. Acabó la misma promediando 13,0 puntos y 3,2 rebotes por partido.
En julio de 2016 firmó por una temporada con el Reyer Venezia Mestre, el que iba a ser el tercer equipo italiano de su carrera.
En la temporada 2020-21, juega en las filas del Hapoel Holon, con el que promedia 12,5 puntos (39,2% en T3), 2,6 rebotes y 2,2 asistencias en la máxima competición continental de la FIBA.
El 16 de julio de 2021, firma por el San Pablo Burgos de la Liga Endesa.
El 28 de enero de 2022, firma por el Hapoel Holon de la Ligat ha'Al.
El 10 de noviembre de 2022, firma por el Galatasaray de la Basketbol Süper Ligi.